# Políkno (Toužim)
Políkno (deutsch Poliken) ist eine Siedlung in der Stadt Toužim (Theusing) im Okres Karlovy Vary (Bezirk Karlsbad). Der Ort liegt rund 3 km südöstlich von Toužim. Die Gemarkung umfasst etwa eine Fläche von 4,76 km².

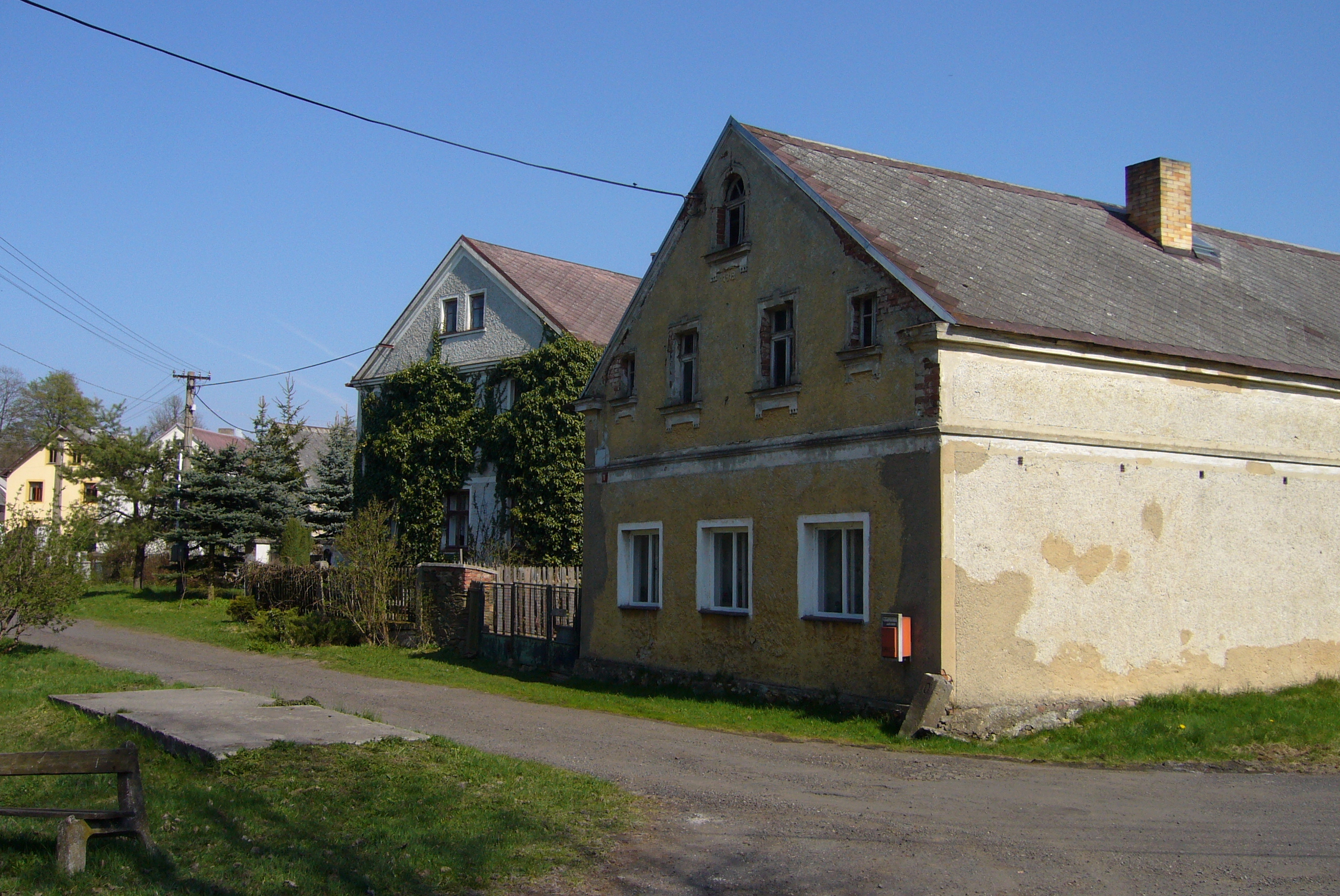
Dorfansicht

## Geschichte
Erstmals erwähnt wurde Poliken 1536. 1945 war Poliken eine eigene Gemeinde im Landkreis Tepl. Die Einwohnerzahl betrug 2011 41. Die anderen Zahlen stammen von der Internetseite der Stadt.
| Jahr      | 2010 | 2011 | 2015 | 2020 |
| --------- | ---- | ---- | ---- | ---- |
| Einwohner | 33   | 41   | 35   | 35   |
| Häuser    | 29   |      | 27   | 27   |

## Persönlichkeiten
- Oswald Mannl (1841–1915), sudetendeutscher Priester

## Belege
1. ↑  Landkreis Tepl | Deutsche in Böhmen & Mähren. Abgerufen am 18. März 2024.
2. ↑  STATISTICKÝ LEXIKON OBCÍ ČESKÉ REPUBLIKY 2013 Podle správního rozdělení k 1. 1. 2013 a výsledků sčítání lidu, domů a bytů  k 26. březnu 2011 Zpracoval Český statistický úřad ve spolupráci s Ministerstvem vnitra ČR. (PDF) 1. Januar 2013, S. 276, abgerufen am 16. März 2024 (tschechisch).
3. ↑  Políkno - Políkno - Oficiální stránky města Toužim. Abgerufen am 18. März 2024.